# Khởi nghĩa Quảng Châu (1927)
Khởi nghĩa Quảng Châu (giản thể: 广州起义; phồn thể: 廣州起義; bính âm: Gǔangzhōu Qǐyì) năm 1927 là một cuộc khởi nghĩa thất bại của những người cộng sản tại thành phố Quảng Châu, miền nam Trung Quốc.
Ngày 11 tháng 12, năm 1927, Hồng vệ binh dưới sự lãnh đạo của Đảng Cộng sản đã kiểm soát Quảng Châu. Cuộc nổi dậy đã diễn ra bất chấp sự phản đối từ các chỉ huy quân sự của cộng sản như Diệp Đình, Diệp Kiếm Anh và Từ Hướng Tiền. Dựa vào yếu tố bất ngờ, quân khởi nghĩa đã chiếm được phần lớn thành phố trong vòng vài giờ dù rằng quân đội chính phủ có lợi thế vượt trội về số lượng và trang bị. Các nhà lãnh đạo cộng sản đã chính thức đổi tên thành phố thành "Xô viết Quảng Châu". Tuy nhiên, cuộc khởi nghĩa nhanh chóng bị quân đội chính phủ đàn áp. Trương Thái Lôi bị phục kích khi trở về từ một cuộc họp và bị giết chết. Cuộc nổi dậy chấm dứt trước sáng sớm ngày 13 tháng 12 năm 1927.
Trong những cuộc thanh trừng sau đó nhiều thanh niên cộng sản bị giết hại và Xô viết Quảng Châu được gọi là "công xã Quảng Châu" hoặc "công xã Paris phương Đông", nó chỉ tồn tại trong thời gian ngắn và đánh đổi bằng cái chết của trên 5.000 người cộng sản và bằng đấy số người mất tích. Diệp Đình, một chỉ huy quân sự, trở thành kẻ giơ đầu chịu báng, bị thanh trừng và bị đổ lỗi cho sự thất bại, mặc dù thực tế nguyên nhân chính dẫn đến thất bại là sự yếu thế rõ ràng của lực lượng cộng sản, cái mà Diệp Đình và các chỉ huy quân sự khác đã chỉ ra một cách chính xác. Tức giận vì bị đối xử bất công, Diệp Đình rời khỏi Trung Quốc và sống lưu vong tại châu Âu, và trong vòng gần một thập kỷ sau đó không hồi hương.
Dù là cuộc khởi nghĩa thất bại thứ 3 tại Trung Quốc trong năm 1927, nó vẫn cổ vũ những cuộc khởi nghĩa tiếp theo trên khắp Trung Quốc.

## Văn học
- Setting the East Ablaze: on Secret Service in Bolshevik Asia By Peter Hopkirk
- Кантонская коммуна. Сб. статей и материалов, М. — Л., 1929; (in Russian)
- Кантонская коммуна (К 40-летию восстания в Гуанчжоу), М., 1967. (in Russian)